# 逸聖尼師今
逸聖尼師今（いつせい にしきん、生年不詳 - 154年2月）は、新羅の第7代の王（在位:134年 - 154年）。第3代儒理尼師今の長男であり、姓は朴。『三国史記』新羅本紀・逸聖尼師今紀には分注で日知葛文王の子とも記され、『三国遺事』王暦では弩礼尼師今（儒理尼師今）の兄の子、あるいは先代の祇摩尼師今の子とする。

## 治世
先代の祇摩尼師今が後継ぎを儲けないままに134年8月に死去したため、逸聖が王位を継いだ。137年及び139年に靺鞨の侵入を受け、長嶺（咸鏡南道永興郡）が略奪された。このため140年には長嶺に柵を立てて靺鞨の侵入を防ごうとするとともに、142年には靺鞨征伐を試みたが、臣下の進言により征伐は中止となった。
国内では、144年2月に農業が政の根本であるとして水利の修繕とともに農地開拓を勧める布令を発し、あわせて民間での金銀珠玉の使用を禁止するという倹約の布令を発した。また、147年7月には智勇兼備の優れた人物を推挙することを群臣に命じた。
154年2月、在位21年にして死去した。埋葬地は不明。